# Dietrich Ignác
Dietrich Ignác (Drávafok, 1829. április 29. – Pécs, 1892. április 15.) filozófiai és jogi doktor, ügyvéd, országgyűlési képviselő.

## Élete
A ciszterci Nagy Lajos Gimnáziumban érettségizett, majd a pesti egyetemen szerzett diplomát. Egyike volt az elsőknek, akik Magyarországon az ügyvédi diploma mellé doktori diplomát szereztek. Mint nagyon fiatal ember nyitott irodát Pécsett s csakhamar olyan tekintélyes ügyvéddé lett, hogy az összes környékbeli nagy uradalmak őt választották ügyészükké. Mint ügyvéd, oly' vagyonra tett szert, hogy mesés hírek keringtek róla.
1864-67 között a Albrecht főherceg bellyei uradalmának volt ügyésze. 1867-ben a Szélsőbalhoz csatlakozott. 1869-ben a pécsváradi kerületben ellenzéki programmal képviselőnek választották. Az országgyűlésen tudományos és éles politikai beszédeivel figyelmet keltett és egy időben azt is beszélték, hogy az igazságügyi tárcával őt kinálják meg. Ezalatt folyton írt nemcsak hazai, hanem külföldi lapokba is; kiadott szakmunkái gyorsan fogytak el a könyvpiacról. Egyszerre az irigyelt, szerencsés ember sorsa egy csapásra megváltozott. A képviselőházból kimaradt, eldobta tollát, ügyvédi irodáját is elhanyagolta s bor és dőzsölés között rohamosan hanyatlott azon a lejtőn, mely az elzüllés felé vezet. Az 1870-es években többféle betegséggel küzdött. 1879-ben sikkasztással vádolták meg, de beszámíthatatlansága miatt felmentették. 1884-ben antiszemita röplapot nyomtatott Magyar Nép címmel. Értelme elhomályosult, roppant vagyona elpusztult, és mint koldus járt Pécsett utcáról utcára; betegen került a szegények házába s ott halt meg.

## Munkái
- Vitás kérdések a végrendeletről. Pécs, 1864.
- Magyar igazságügyi törvényhozás. 1. füzet. Uo. 1867.
- Általános magánjogi törvénykönyvnek tervezete Magyarország számára. 1. közlés. Általános rész. Bpest, 1871.
- Illik-e a katholikus papnak bankárkodni?
- Törvényjavaslat, az 1868. évi LIV. törvényczikkben foglalt törvénykezési rendtartás módosításáról. Uo. 1873. (Ism. Jogtudományi Közlöny 1874.)
- Politikai pártok Magyarországban 1874-ben és új pártszövetség Ausztriával, Magyarország önállósága s függetlensége mellett. Uo. 1874.
- Miképen kell megalkotni a magyar büntető törvénykönyvet? Uo. 1876.
- Bosznia. Jogvélemény. 1. füzet. Uo. 1879. (Mint mutatvány kézirat gyanánt nyomatott.)

Szerkesztette a Negyvennyolczas Balpárt c. politikai napilapot 1869-ben Pécsett, melyből azonban csak a márc. 13. első szám jelent meg.
Jogi cikkeket irt a Jogtudományi Közlönybe (1867. Indítvány igazságügyi törvényünk érdekében, 1874. Törvényjavaslat-vázlat az 1868. LIV. t.-c. módosításáról, 1875. Érdekes elvi kérdések.)